# Federica D'Astolfo
Federica D'Astolfo (27 ottobre 1967) è un'allenatrice di calcio ed ex calciatrice italiana, di ruolo centrocampista.
Nella sua lunga carriera come giocatrice vanta la conquista di numerosi trofei per club e numerose presenze nella nazionale italiana, della quale indossò anche la fascia di capitano. A livello individuale, ha vinto tre Panchine d'argento come migliore allenatrice della Serie B femminile (2015, 2016 e 2017).

## Palmarès

### Giocatrice

#### Club
- Campionato italiano: 4

Lazio CF: 1986-1987, 1987-1988
Modena: 1996-1997, 1997-1998
- Coppa Italia: 2

R.O.I. Lazio: 1985
Foroni: 2001-2002
- Supercoppa italiana: 2

Modena: 1997
Foroni Verona: 2002

### Allenatrice

#### Club
- Campionato italiano di Serie B: 1

Sassuolo: 2016-2017

#### Individuale
- Panchina d'argento: 3

2014-2015, 2015-2016, 2016-2017